# Маллах (Клэр)
Маллах (англ. Mullagh [mə`la:x]; ирл. Mullach, Муллах, «холм») — деревня в Ирландии, находится в графстве Клэр (провинция Манстер).